# Cvetan Sokolov
Cvetan Nikolaev Sokolov (in bulgaro Цветан Соколов?; Dupnica, 31 dicembre 1989) è un pallavolista bulgaro, opposto della Dinamo Mosca.

## Carriera
La sua carriera inizia già all'età di 14 anni, con la maglia del Marek Junion-Ivkoni, squadra di massima divisione in Bulgaria.
Viene notato per primo dalla  Trentino, grazie soprattutto alla presenza del tecnico bulgaro Radostin Stojčev. Nel febbraio 2008 tra il giocatore e la società era stato raggiunto l'accordo per la stipula di un contratto triennale. Ma il mese successivo la FIPAV emanò una normativa che vietava il tesseramento degli under 23 stranieri, con l'intento di proteggere e valorizzare i giovani italiani. Diego Mosna intraprese un'azione legale volta a permettere il tesseramento del giovane opposto bulgaro: a suo dire la norma federale andava contro i trattati di libera circolazione del lavoro dell'Unione europea.
In primo grado vinse la società di pallavolo, in quanto il Tribunale di Trento obbligò la Federazione a permettere il tesseramento. In concomitanza con il ricorso della FIPAV, un intervento del presidente del CONI Gianni Petrucci, fece pendere l'ago della situazione verso le idee di Carlo Magri, presidente FIPAV. Il tribunale trentino si dichiarò incompetente in materia, e la parola passò al TAR del Lazio. La Lega Pallavolo Serie A, con l'intento di smorzare i toni ed uscire dalla trafila legale, propose delle linee guida per valorizzare i giovani italiani. 

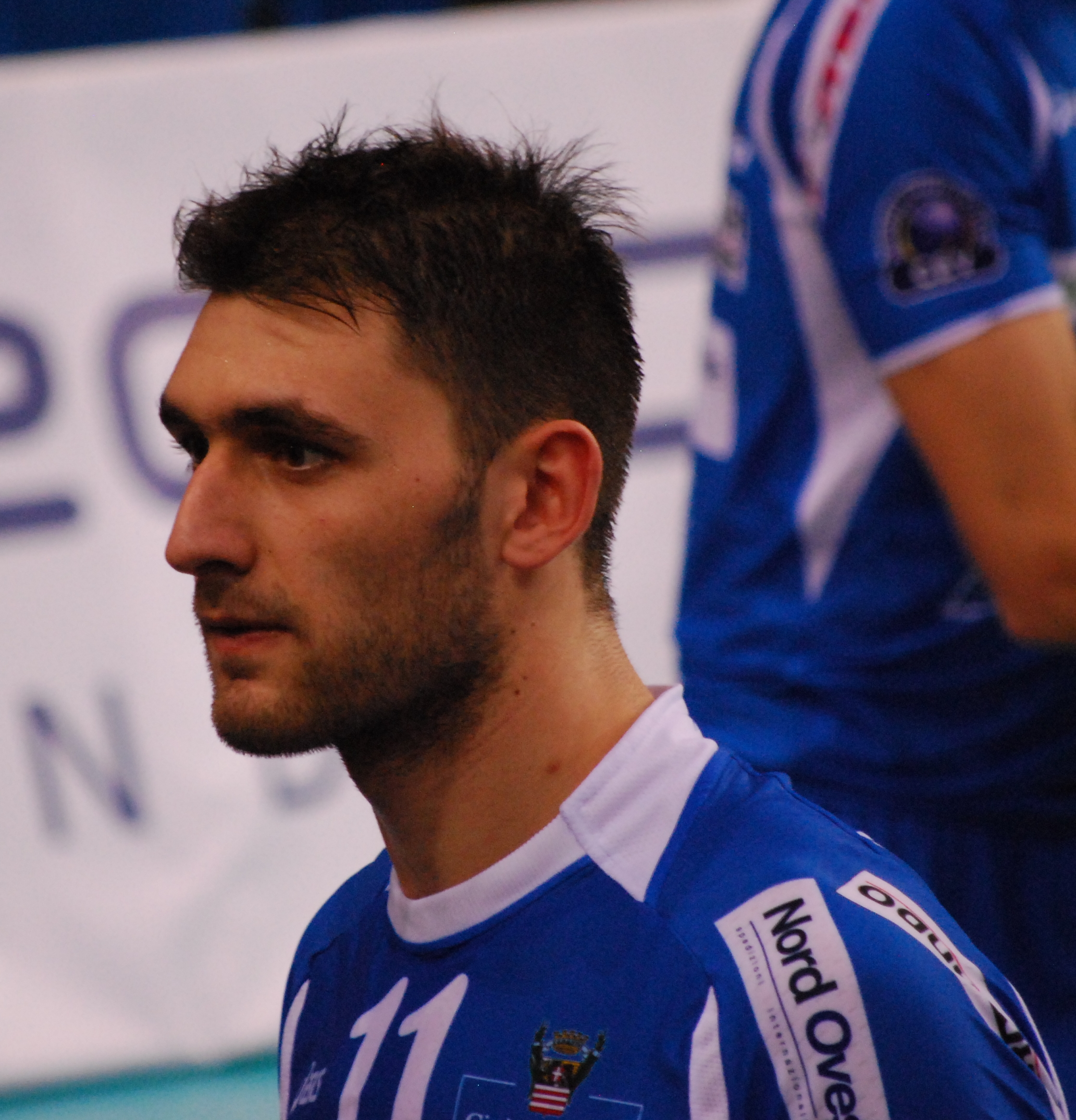
Tsvetan Sokolov ai tempi di Cuneo.

La FIPAV accettò queste proposte, e permise il tesseramento degli under 23 stranieri, con la clausola della contemporanea presenza in squadra di un under 23 italiano. Il 22 luglio 2009, nell'ultimo giorno utile per il tesseramento dei giocatori per la stagione 2009-2010, fu possibile ufficializzare il passaggio di Sokolov a Trento.
Con la maglia di Trento vince, dopo solo pochi mesi, il primo trofeo della sua carriera, la Coppa del Mondo per club, seguito alcuni mesi dopo dalle vittorie in Coppa Italia e in Champions League. Nelle stagioni successive con la maglia trentina incluse nel suo palmarès anche lo scudetto e la Supercoppa italiana.
Nella stagione 2012-2013 viene ceduto in prestito al Piemonte di Cuneo. Complice l'esclusione dalla rosa di Luigi Mastrangelo, l'allenatore Roberto Piazza decise di schierarlo anche nel ruolo di centrale. Per le sue performance nell'anno solare 2012 venne eletto Miglior giocatore bulgaro.
Nella stagione 2013-14 torna nuovamente nella formazione trentina. A pochi giorni dal ritorno a Trento vince la sua seconda Supercoppa italiana, ed ottiene il riconoscimento come Miglior opposto al Mondiale per club concluso al terzo posto. Nella stagione 2014-15 va a giocare nella Voleybol 1. Ligi turca con l'Halkbank, aggiudicandosi uno scudetto, una Coppa di Turchia e due edizioni della Supercoppa turca.
Nel campionato 2016-17 ritorna in Italia, difendendo questa volta i colori della Lube di Treia, sempre in Serie A1, aggiudicandosi nella stessa annata la Coppa Italia, due scudetti e la Champions League 2018-19. Nella stagione 2019-20 si accasa allo Zenit-Kazan, nella Superliga russa, con cui si aggiudica la Coppa di Russia, mentre in quella successiva, pur rimanendo in Russia, si trasferisce alla Dinamo Mosca, vincendo ancora la coppa nazionale e la Coppa CEV.

### Nazionale
Già in giovane età si fa notare come uno dei migliori giovani europei, conquistando ancora minorenne la maglia della nazionale maggiore bulgara; nel 2009 si aggiudica la medaglia di bronzo al campionato europeo.

## Palmarès

### Club
- Campionato italiano: 3

2010-11, 2016-17, 2018-19
- Campionato turco: 1

2015-16
- Coppa Italia: 3

2009-10, 2011-12, 2016-17
- Coppa di Turchia: 1

2014-15
- Coppa di Russia: 2

2019, 2020
- Supercoppa italiana: 2

2011, 2013
- Supercoppa turca: 2

2014, 2015
- Campionato mondiale per club: 3

2009, 2010, 2011
- Champions League: 3

2009-10, 2010-11, 2018-19
- Coppa CEV: 1

2020-21

### Nazionale (competizioni minori)
- Memorial Hubert Wagner 2016

### Premi individuali
- 2011 - All Star Game: MVP
- 2012 - Bulgaria: Miglior giocatore dell'anno[6]
- 2013 - World League: Miglior opposto
- 2013 - Mondiale per club: Miglior opposto[8]
- 2013 - Bulgaria: Miglior giocatore dell'anno[12]
- 2017 - Superlega: Miglior muro[13]
- 2017 - Campionato mondiale per club: Miglior opposto
- 2018 - Champions League: Miglior opposto
- 2018 - Superlega: Miglior attaccante[14]
- 2018 - Campionato mondiale per club: Miglior opposto